# Riccardo Sfondrini
Riccardo Sfondrini, detto Chicco (Milano, 4 aprile 1964), è un autore televisivo e scrittore italiano.

## Carriera
Inizia a lavorare nel 1992 come autore televisivo di programmi come Sabato Notte Live con Paolo Bonolis e Luca Laurenti e in Smile con Federica Panicucci. In seguito lavora sempre come autore nel programma Il Quizzone con Gerry Scotti, Buona Domenica e Jammin 94. Nel 1995 è autore del programma Scherzi a parte. Nel 1998 lavora in Matricole con Gene Gnocchi. Nel 2000 lavora a Candid Camera Show con Fabio Volo e Samantha De Grenet. Dal 2001 al 2008 è stato uno degli autori del programma Amici di Maria De Filippi. Nel 2012 è autore e capo progetto su LA7 di Cristina Parodi Live. Dopo un periodo sulla rete ammiraglia della RAI, attualmente figura tra gli autori di Pomeriggio 5 su reti Mediaset.

## Opere
- A un passo dal sogno. Il romanzo di Amici, Segrate, Arnoldo Mondadori Editore, 2007, ISBN 978-88-04-56888-9. - coautore Luca Zanforlin
- Fra il cuore e le stelle, Segrate, Arnoldo Mondadori Editore, 2008, ISBN 978-88-04-57769-0. - coautore Luca Zanforlin
- Vola via con me. Il nuovo romanzo di Amici, Segrate, Arnoldo Mondadori Editore, 2009, ISBN 978-88-04-58631-9. - coautore Luca Zanforlin